# Коефіцієнт добування корисної копалини з надр
Коефіцієнт (вилучення) добування корисної копалини з надр (рос. коэффициент извлечения полезного ископаемого из недр, англ. coefficient of recovery, нім. Ausbringenfaktor m) –
- 1) При розробці рудних родовищ і родовищ гірничо-хімічної сировини — відношення кількості корисного компонента у видобутій корисній копалині до кількості корисного компонента в погашених балансових запасах. Коефіцієнт, що визначається таким чином, називають ще коефіцієнтом видимого видалення; він враховує кількість корисної копали-ни, принесену з домішаною породою.

- 2) При розробці вугільних родовищ К.в.к.к. з надр визначається відношенням обсягу запасів, що видалені (добуті) з надр, до обсягу балансових.